# Classe Yavuz
La Classe Yavuz  est une série de frégates commandée par la Marine turque.

C'est la variante type MEKO 200TN développée par le chantier naval de Hambourg Blohm & Voss Hambourg de la firme allemande ThyssenKrupp Marine Systems conceptrice des navires de guerre de la famille MEKO.

## Les bâtiments
| Pennant number | Nom        | Lancement       | Service effectif | Chantier naval                    | Fin de carrière       |
| -------------- | ---------- | --------------- | ---------------- | --------------------------------- | --------------------- |
| F-240          | Yavuz      | 5 novembre 1985 | 17 juillet 1987  | Blohm & Voss Hambourg             | Turquie - en activité |
| F-241          | Turgutreis | 30 mai 1986     | 4 février 1988   | Howaldtswerke-Deutsche Werft Kiel | Turquie - en activité |
| F-242          | Fatih      | 24 avril 1987   | 22 juillet 1988  | Gölcük Naval Shipyard Gölcük      | Turquie - en activité |
| F-243          | Yildrim    | 22 juillet 1988 | 21 juillet 1989  | Gölcük Naval Shipyard Gölcük      | Turquie - en activité |